# 子西 (郑国)
公孙夏（？—前544年），姬姓，名夏，字子西，谥襄，是子驷的儿子，郑国的卿。
前563年冬季的十月十四日，尉止、司臣、侯晋、堵女父、子师仆率领叛乱分子进入郑国首都，当日早晨在西宫的朝廷上杀死了当国子驷（公子騑）、司马子国（公子发）、司空子耳（公孙辄），将郑简公劫持到了北宫。
公孙夏听说有叛乱，不设警戒就出来了，收了他父亲公子騑的尸骨就去追赶叛乱者。叛乱者进入北宫，公孙夏就回去召集甲兵，但是家臣和妾婢多数已经逃走，大多数器物也已经丢失。子产听说有叛乱，设置守门的警卫，配齐所有的官员，关闭档案库，慎重收藏，在完成防守准备后让士兵排成行列再出动，收拾了公子发的尸骨后进攻北宫的叛乱者，公孙虿（子蟜）率领国人援助他，杀了尉止和子师仆，叛乱者全部杀死，侯晋逃亡到晋国，堵女父、司臣、尉翩、司齐逃亡到宋国。
前558年，郑国人由于子西、伯有、子产（公孙侨）的缘故，用一百六十匹马和师茷、师慧两位乐师作为财礼送给宋国，又以子晳为人质，向宋国求取尉氏、司氏的叛乱残余分子。宋国司城乐喜把堵女父、尉翩、司齐交给了郑国，把认为有才能的司臣放走了。托付给了季武子，武子把司臣安置在卞。郑国人把这三人剁成了肉酱。
前556年冬季，晋悼公去世。子西去晋国奔丧吊唁，子蟜前去送葬。湨梁会盟的第二年，公孙虿已经告老了，公孙夏跟从魯襄公在尝祭的时候朝见了晋君，参与了祭祀。
前555年，子孔（公子嘉）想除掉其他家族大夫。想通過楚國的兵馬進行。楚國令尹子庚沒答應，但是楚康王要求出兵。當時子蟜、伯有（子耳之子，良霄）、子张（子印之子，公孙黑肱）和鄭簡公隨諸侯聯軍討伐齊國，子孔、子展（公孙舍之）、子西留守，子展、子西知道子孔的計劃，所以子孔不敢和楚軍聯絡。
前554年，子展、子西，因為子孔專權，還有西宮事變和勾結楚國侵犯的事情，要殺子孔，子孔讓子革（子然之子）、子良（士子孔之子）和自己的甲士守衛自己。八月十一，子展、子西率国人討伐，杀子孔分其室。子革、子良逃到楚國。
前549年，范宣子主持晋国政事，诸侯朝见晋国的贡品很重，郑国人对这件事感到忧虑。这年二月，郑简公去晋国。子产让公孙夏带信给范宣子。范宣子听了子产这番道理后很高兴，就减轻了贡品。
这一趟，郑简公朝见晋国是为了贡品太重的缘故，并且请求攻打陈国，郑简公行叩首礼，范宣子辞谢不敢当，公孙夏做相礼说：“由于陈国仗恃大国来欺凌侵害我国，我国的君主因此请求向陈国问罪，岂敢不叩首。”
前548年冬季，十月，子展作为郑简公的相礼一起去到晋国，拜谢晋国接受他们奉献的陈国战利品。子西再次发兵进攻陈国，陈和郑讲和。前547年郑简公从晋国回来，派子西去到晋国聘问，致辞说：“寡君来麻烦执事，害怕不敬而不免于有罪，特派夏前来表示歉意。”君子说：“郑国善于事奉大国。”
前546年，郑简公在垂陇设享礼招待赵武，公孙舍之、伯有、公孙夏、子产、子太叔、公孙段、印段跟从郑简公参与享礼。赵武说：“这七位跟从着君主，这是赐给我以光荣。请求诸位都赋诗以完成君主的恩赐，我也可以从这里看到七位的志向。”子西赋《黍苗》之四章，赵孟曰：“寡君在，武何能焉？”赵武说：“有寡君在那里，武有什么能力呢？”
前544年，在伯有之乱前夕，裨谌说“上天又为子产清除障碍，使伯有丧失了精神，公孙夏又去世了，子产怎么可以逃避责任？”说明这年之前，子西已死。
| 前任： 父子驷 | 郑国驷氏宗主 前563年-前544年 | 繼任： 子驷带 |